# Paul Ri Moun-hi
Paul Ri Moun-hi (ur. 14 września 1935 w Daegu, zm. 14 marca 2021 tamże) – koreański duchowny rzymskokatolicki, w latach 1986–2007 arcybiskup Daegu.

## Życiorys
Święcenia kapłańskie przyjął 23 grudnia 1965. 19 września 1972 został prekonizowany biskupem pomocniczym Daegu ze stolicą tytularną Forconium. Sakrę biskupią otrzymał 30 listopada 1972. 5 stycznia 1985 został mianowany arcybiskupem koadiutorem Daegu. 5 lipca 1986 objął urząd arcybiskupa Daegu. 29 marca 2007 przeszedł na emeryturę.